# Stazione di Villanova Tulo
La stazione di Villanova Tulo, in passato indicata come stazione di Villanovatulo, è una stazione ferroviaria presente nel comune di Villanova Tulo, posta lungo la linea Mandas-Arbatax, utilizzata esclusivamente per i servizi turistici del Trenino Verde.

## Storia
La stazione fu realizzata a circa 3 km dall'abitato di Villanova Tulo dalla Società italiana per le Strade Ferrate Secondarie della Sardegna negli anni novanta dell'Ottocento, venendo inaugurata il 16 novembre 1893, data di apertura all'esercizio del tronco che dalla stazione di Nurri terminava nel nuovo scalo. Il successivo 20 aprile 1894, con l'apertura al traffico della porzione di linea tra la stazione e quella di Ussassai, la Mandas-Arbatax veniva ultimata e lo scalo di Villanovatulo (all'epoca di norma scritto senza lo spazio) venne infine collegato anche all'Ogliastra.
Alla gestione SFSS nel 1921 subentrò quella della Ferrovie Complementari della Sardegna, a cui seguì nel 1989 la Ferrovie della Sardegna. Sotto questa amministrazione l'intera Mandas-Arbatax fu destinata, a partire dal 16 giugno 1997, all'impiego per il solo traffico turistico legato al progetto Trenino Verde, fatto che portò alla cessazione dell'utilizzo regolare dello scalo. Da allora la stazione, che dal 2010 è gestita dall'ARST, viene utilizzata quasi esclusivamente nel periodo estivo, restando per il resto dell'anno pressoché priva di traffico.

## Strutture e impianti
La stazione di Villanova Tulo è di tipo passante ed è dotata complessivamente di tre binari aventi scartamento da 950 mm, di cui il primo di corsa ed il secondo di incrocio, attrezzati con banchine. Il terzo binario è un tronchino che serviva il locale scalo merci (dismesso), composto anche da un piano caricatore. Presente nell'impianto anche un rifornitore idrico del tipo a cisterna metallica su pilastri in muratura.
Adiacente al piano caricatore è presente il fabbricato viaggiatori della stazione, una costruzione a pianta rettangolare con sviluppo su due piani più tetto a falde in laterizi, dotata di tre accessi sul lato binari. Oltre all'edificio, impresenziato e di norma chiuso al pubblico, è presente una costruzione ospitante i servizi igienici dello scalo, mentre lungo la stradina d'accesso all'impianto è posta quella che era una casa cantoniera.

## Movimento
Dall'estate 1997 la stazione è utilizzata esclusivamente per il traffico turistico ed è attiva principalmente tra la primavera e l'autunno: nell'estate 2016 l'impianto era servito da una coppia di corse giornaliera per Mandas e Seui sei giorni alla settimana. Ulteriori treni sono di norma calendarizzati nel periodo primaverile ed autunnale, mentre nel corso dell'intero anno la stazione è utilizzabile per eventuali treni espletati su richiesta di comitive di turisti.

## Servizi
Nel fabbricato viaggiatori dell'impianto è presente una sala d'attesa, inoltre in stazione sono presenti delle ritirate: in entrambi i casi questi servizi non sono di norma accessibili all'utenza.
- Sala d'attesa
- Servizi igienici

## Interscambi
Nei pressi della stazione è presente una fermata delle autolinee dell'ARST, che permettono il collegamento con altri centri del circondario e con Nuoro e Cagliari.
- Fermata autobus